# Hideki Noda (Rennfahrer)
Hideki Noda (jap. 野田 英樹, Noda Hideki; * 7. März 1969 in der Präfektur Osaka) ist ein ehemaliger japanischer Autorennfahrer.

## Karriere
Hideki Noda machte eine für einen japanischen Autorennfahrer untypische Rennkarriere. Zum Unterschied zu fast allen seinen Landsleuten, die den Weg in die Formel 1 fanden und die die Nachwuchsserien in Japan durchliefen, bestritt Noda seine ersten Rennen in Europa. 1989 fuhr er in der britischen Vauxhall-Meisterschaft und wechselte 1990 zu Ralt in die Britische Formel-3-Meisterschaft. 1991 feierte er mit dem Erfolg in Silverstone seinen ersten Sieg in dieser Meisterschaft.

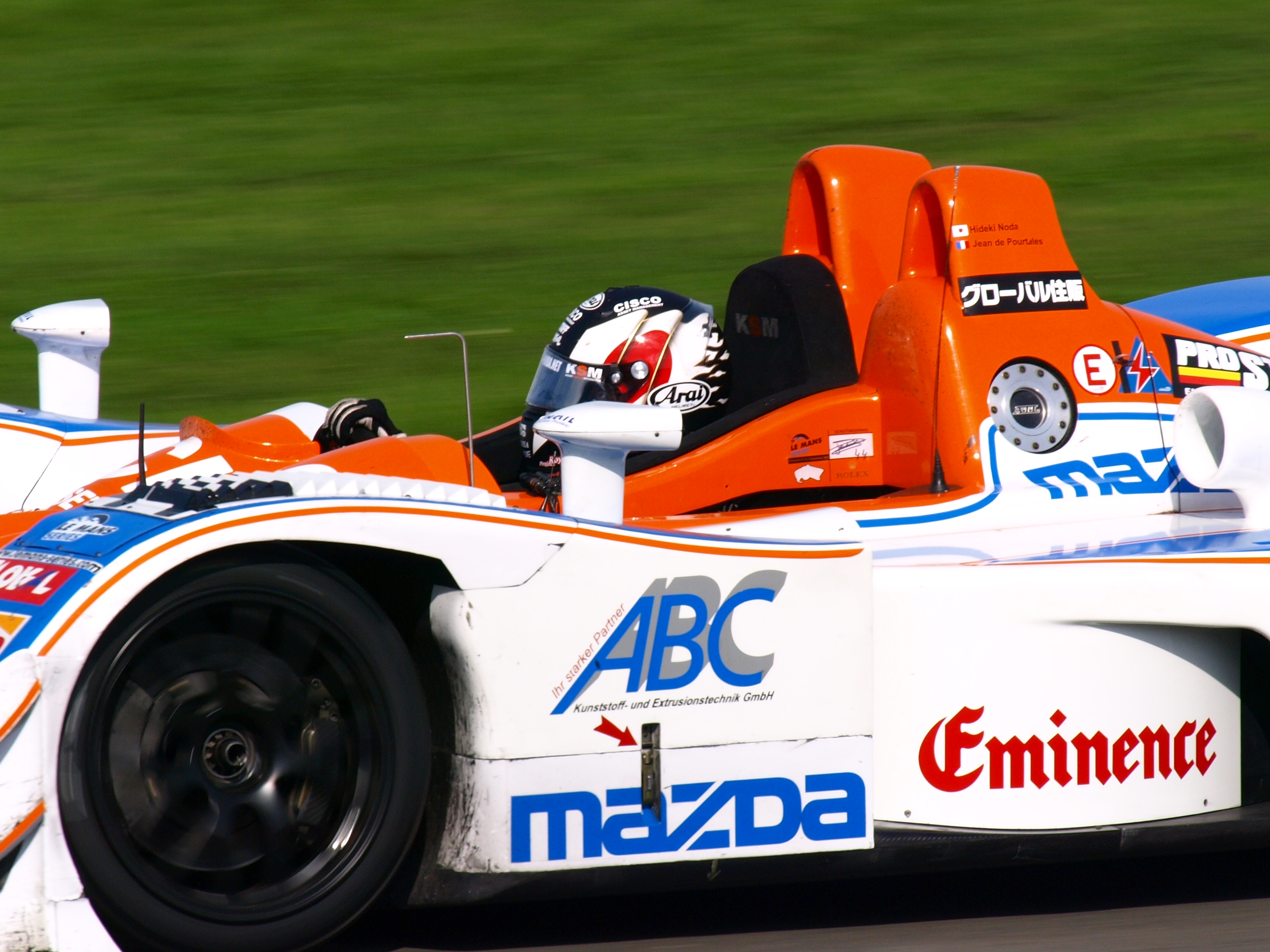
Hideki Noda im Lola B05/40 von Kruse Schiller Motorsport beim 1000-km-Rennen von Silverstone 2008

Es folgten drei Jahre in der Formel 3000, ohne dass Noda viele zählbare Ergebnisse erzielen konnte. Einmal, beim Meisterschaftslauf in Enna 1994, kam er als Dritter aufs Podium. Dennoch erhielt er Ende des Jahres ein Engagement in der Formel 1, als er drei Rennen für das Team von Gérard Larrousse bestritt. Zielankunft war mit dem unterlegenen Larrousse LH94 zwar keine möglich, aber der von der Fachwelt als langsam eingestufte Noda überraschte mit ansprechenden Leistungen.
Ein Verbleib in der Formel 1 für die Saison 1995 scheiterte an der Aufgabe von Simtek, wo Noda einen Vorvertrag unterschrieben hatte. Noda wechselte in die Indy-Lights-Serie und war 1997 der erste Japaner, der ein von der CART organisiertes Monoposto-Rennen gewinnen konnte. Er triumphierte beim Wertungslauf in Portland.
1998 ging Noda zurück nach Japan und fuhr für das Team von Kazuyoshi Hoshino in der Formel Nippon und in der japanischen GT-Meisterschaft. Nach einigen Rennen in der Indy Racing League und einem Engagement in der A-1-Grand-Prix-Serie wechselte Noda zu den Le-Mans-Prototypen. Für Zytek trat er ab 2006 regelmäßig in der Japan Le Mans Challenge an, daneben fuhr er bei einigen ausgewählten Läufen der Le Mans Series. 2008 feierte Noda sein Debüt beim 24-Stunden-Rennen von Le Mans im offenen Lola von Kruse-Schiller-Motorsport.

## Familie
Hideki Noda hat zwei Töchter und einen Sohn. Die jüngere Tochter Juju stieg sehr früh als Rennfahrerin in den Motorsport ein. Sie gewann im April 2017 bereits mit 11 Jahren das Eröffnungsrennen der japanischen Formel-U17-Meisterschaft und fährt seit 2020 in der dänischen Formel-4-Meisterschaft.

## Statistik

### Statistik in der Formel-1-Weltmeisterschaft

#### Gesamtübersicht
| Saison | Team                 | Chassis        | Motor          | Rennen | Siege | Zweiter | Dritter | Poles | schn. Runden | Punkte | WM-Pos. |
| ------ | -------------------- | -------------- | -------------- | ------ | ----- | ------- | ------- | ----- | ------------ | ------ | ------- |
| 1994   | Tourtel Larrousse F1 | Larrousse LH94 | Ford HB 3.5 V8 | 3      | –     | –       | –       | –     | –            | –      | –       |
| Gesamt | Gesamt               | Gesamt         | Gesamt         | 3      | –     | –       | –       | –     | –            | –      |         |

#### Einzelergebnisse
| Saison | 1 | 2 | 3 | 4 | 5 | 6 | 7 | 8 | 9 | 10 | 11 | 12 | 13  | 14  | 15  | 16 |
| ------ | - | - | - | - | - | - | - | - | - | -- | -- | -- | --- | --- | --- | -- |
| 1994   |   |   |   |   |   |   |   |   |   |    |    |    |     |     |     |    |
|        |   |   |   |   |   |   |   |   |   |    |    |    | DNF | DNF | DNF |    |

| Legende  | Legende            | Legende                                                          |
| Farbe    | Abkürzung          | Bedeutung                                                        |
| -------- | ------------------ | ---------------------------------------------------------------- |
| Gold     | –                  | Sieg                                                             |
| Silber   | –                  | 2. Platz                                                         |
| Bronze   | –                  | 3. Platz                                                         |
| Grün     | –                  | Platzierung in den Punkten                                       |
| Blau     | –                  | Klassifiziert außerhalb der Punkteränge                          |
| Violett  | DNF                | Rennen nicht beendet (did not finish)                            |
| Violett  | NC                 | nicht klassifiziert (not classified)                             |
| Rot      | DNQ                | nicht qualifiziert (did not qualify)                             |
| Rot      | DNPQ               | in Vorqualifikation gescheitert (did not pre-qualify)            |
| Schwarz  | DSQ                | disqualifiziert (disqualified)                                   |
| Weiß     | DNS                | nicht am Start (did not start)                                   |
| Weiß     | WD                 | zurückgezogen (withdrawn)                                        |
| Hellblau | PO                 | nur am Training teilgenommen (practiced only)                    |
| Hellblau | TD                 | Freitags-Testfahrer (test driver)                                |
| ohne     | DNP                | nicht am Training teilgenommen (did not practice)                |
| ohne     | INJ                | verletzt oder krank (injured)                                    |
| ohne     | EX                 | ausgeschlossen (excluded)                                        |
| ohne     | DNA                | nicht erschienen (did not arrive)                                |
| ohne     | C                  | Rennen abgesagt (cancelled)                                      |
| ohne     | keine WM-Teilnahme |                                                                  |
| sonstige | P/fett             | Pole-Position                                                    |
| sonstige | 1/2/3/4/5/6/7/8    | Punktplatzierung im Sprint-/Qualifikationsrennen                 |
| sonstige | SR/kursiv          | Schnellste Rennrunde                                             |
| sonstige | *                  | nicht im Ziel, aufgrund der zurückgelegten Distanz aber gewertet |
| sonstige | ()                 | Streichresultate                                                 |
| sonstige | unterstrichen      | Führender in der Gesamtwertung                                   |

### Le-Mans-Ergebnisse
| Jahr | Team                      | Fahrzeug    | Teamkollege       | Teamkollege      | Platzierung | Ausfallgrund    |
| ---- | ------------------------- | ----------- | ----------------- | ---------------- | ----------- | --------------- |
| 2008 | Kruse Schiller Motorsport | Lola B05/40 | Jean de Pourtales | Allan Simonsen   | Ausfall     | Getriebeschaden |
| 2009 | KSM                       | Lola B07/46 | Jean de Pourtales | Matthew Marsh    | Ausfall     | Wagenbrand      |
| 2010 | KSM                       | Lola B07/40 | Jean de Pourtales | Jonathan Kennard | Rang 26     |                 |